# استوداردز کراسرودز (آلاباما)
استوداردز کراسرودز (به انگلیسی: Studdards Crossroads) یک محدوده ثبت‌نشده در ایالات متحده آمریکا است که در شهرستان فایت، آلاباما واقع شده‌است.

## تاریخچه
نام این محدوده احتمالاً از نام اندرو استودارد گرفته شده‌است که در سال ۱۸۶۰ به ساکنان منطقه‌های اطراف کمک مالی کرد.